# Сорокин, Михаил Павлович
Михаил Павлович Сорокин  (1806―1848) — русский поэт, переводчик, критик, журналист.

## Биография
Происходил из дворян; сын капитан-лейтенанта флота; мать — из купеческой семьи, урождённая Мишурова. Родился 19 (31) октября 1806 года в Санкт-Петербурге.
Получил начальное образование дома. В 1823 году поступил на философско-юридический факультет Императорского Санкт-Петербургского университета. Вместе с В. С. Печериным вошёл в студенческий кружок, объединявшийся вокруг А. В. Никитенко, с которым Сорокин сохранял приятельские отношения долгие годы. После окончания университета в 1827 году со званием действительного студента поступил в канцелярию Комиссии духовных училищ Синода, с 1830 года ― в отставке (губернский секретарь). Помощник секретаря и младший помощник столоначальника в Государственной экспедиции для ревизии счетов (1831—1835). Преподаватель словесности: в Лесном и Межевом институтах (1836―1837), в театральном училище (с 1836 до конца жизни), в Александровском институте благородных девиц (1840―1845). Титулярный советник (1843).
Поэтический дебют «Отрывки из послания к А.В. Н<и>к<итенк>у» в альманахе «Полевые цветы» (1828). Признанием можно считать публикацию стихотворения «Вакхическая песнь» в «Литературной газете» (1831). Устойчивый лейтмотив стихотворений Сорокина — противостояние одинокой и уязвимой личности всегда враждебным обстоятельствам жизни: «Участь поэта» (1834), «Победа Вакха» (1835), «Песнь пловцов» (1838), «Другу-сибариту» (1839), «Орел и курица» (1840), «Василёк» (1840), «Буря» (1842). Для обеспения растущей семьи (женился в 1830 году на Марии Борисовне Нелидовой, дочери майора; в браке родилось трое детей) Сорокин был вынужден не только служить одновременно в нескольких местах, но и с конца 1830-х гг. заниматься литературной подёнщиной в различных петербургских изданиях.
На сцене петербургского Малого театра были поставлены в переводе Сорокина классицистическая трагедия П. Кребийона «Атрей и Фиест» (1830) и лирическая трагедия немецкого драматурга-романтика К. Т. Кёрнера «Розамунда» (1837). В 1832 году перевёл роман «Лоцман» Ф. Купера (с французского; ч. 1—4). Перевод Сорокиным «Лирических стихотворений» В. Гюго (1834) положительно оценила критика: стихи «плавны, звучны и мужественны» и чужды «неопределенности, хитросплетённых оборотов, пустозвучий и возгласов», из которых состоит большая чассть наших произведений.
В 1839 году Сорокин становится активным сотрудником газеты «Санкт-Петербургские ведомости», для которых переводит с немецкого и французского многочисленные очерки и заметки (подпись М.С.р.к.нъ и С.р.к.нъ; все — 1839): «Армянская свадьба в Константинополе», «Поездка в стан Абд-аль-Кадира», «А.М. Шегрен», «Нравы арабов», «Железные дороги в Германии», «Письма о Техасе», а также обзоры писем И. В. Гёте, собранных Г. Дерингом, и «Бесед с Гёте» И. П. Эккермана. В этом же издании Сорокин дебютирует в качестве литературного критика и уже первые две статьи: «Искуситель, сочинение М. Загоскина» (подпись М.П.) и «Басурман, сочинение И. Лажечникова» (подпись М.С.р.к.нъ).), — обнаруживают продуманную позицию и умение аргументированно рассуждать о достоинствах и недостатках литературных произведений. Сорокин восторженно встретил 1-й том «Мёртвых душ» Гоголя (1842).
Эпизодически выступал (с 1840) в издании А. А. Краевского: рецензировал постановку трагедии В. Альфьери «Филипп II, король испанский» (1840); ставил вопрос о народности в литературе в историческо-литературном портрете «А. О. Аблесимов» (1841). Пробовал свои силы в прозе, сочинив небольшую «Повесть о славном флорентийском рыцаре графе Джеронимо де-Монте-Орджини, о супруге его Камилле и об одном немецком бароне» (1840) — развлекательное «страшное сказание».
Сотрудничал в редактируемом Ф. А. Кони журнале «Репертуар» (с 1841). В 1843 году Сорокин разместил в газете «Русский инвалид» (№ 234) заранее составленное анонимное сообщение о спектакле с участием П. Виардо и Дж. Рубини, который, однако, не состоялся. За ложное объявление Сорокин, по личному распоряжению Николая I, провёл неделю на гауптвахте, а газета лишилась права писать о театре.
Умер в Санкт-Петербурге 13 (25) июня 1848 года, от холеры.